# 尤寧鎮區 (阿肯色州伊澤德縣)
尤寧鎮區（英語：Union Township）是位於美國阿肯色州伊澤德縣的一個行政鎮區。

## 地方資料
尤寧鎮區的面積為119.32平方千米，當中陸地面積為118.51平方千米，而水域面積為0.81平方千米。根據2010年美國人口普查的數據，當地共有人口2448人，而人口密度為每平方千米20.52人。